# ماهر (اسم)
ماهر هو اسم علم مذكر من أصل عربي، ومعناه هو الحاذق البارع المتقن من الفعل مهر برع.

## شخصيات تحمل الاسم
- ماهر الأسد (رئيس الفرقة الرابعة بالجيش السوري، 8 ديسمبر 1967 – )
- ماهر البحيري (رئيس سابق للمحكمة الدستورية العليا المصرية.، 17 مارس 1943 – )
- ماهر الكنزاري (لاعب كرة قدم تونسي، 17 مايو 1973 – )
- ماهر المعيقلي (7 يناير 1969 – )
- ماهر تشايان (سياسي تركي، 14 أغسطس 1945 – 30 مارس 1972)
- ماهر جاسم (لاعب كرة قدم إماراتي، 22 يناير 1989 – )
- ماهر حجار (سياسي سوري، 1971 – )
- ماهر زين (مغني سويدي-لبناني، 16 يوليو 1981 – )
- ماهر شوكوروف (لاعب كرة قدم أذربيجاني، 12 ديسمبر 1982[3] – )
- ماهر عرار (ناشط حقوقي سوري، 1970[4] – )
- ماهر حمود (حقوقي _ سوري مواليد 1990)

## وصلات خارجية
- موسوعة السلطان قابوس لأسماء العرب